# Большая Чучка
Большая Чучка — река в России, протекает по территории Бабушкинского района Вологодской области. Устье реки находится в 34 км по левому берегу реки Старая Тотьма. Длина реки составляет 10 км. 
Исток находится неподалёку от деревни Починок (Демьяновское сельское поселение) в 7 км к юго-востоку от деревни Демьяновский Погост (центр поселения) и в 18 км к северо-востоку от Села имени Бабушкина (районного центра). Большая Чучка течёт на север по лесистой, заболоченной, ненаселённой местности. Впадает в Старую Тотьму пятью километрами ниже Демьяновского Погоста.

## Данные водного реестра
По данным государственного водного реестра России относится к Двинско-Печорскому бассейновому округу, водохозяйственный участок реки — Северная Двина от начала реки до впадения реки Вычегда, без рек Юг и Сухона (от истока до Кубенского гидроузла), речной подбассейн реки — Сухона. Речной бассейн реки — Северная Двина.
По данным геоинформационной системы водохозяйственного районирования территории РФ, подготовленной Федеральным агентством водных ресурсов: 
- Код водного объекта в государственном водном реестре — 03020100312103000008602
- Код по гидрологической изученности (ГИ) — 103000860
- Код бассейна — 03.02.01.003
- Номер тома по ГИ — 03
- Выпуск по ГИ — 0